# Sinal de Leser-Trélat

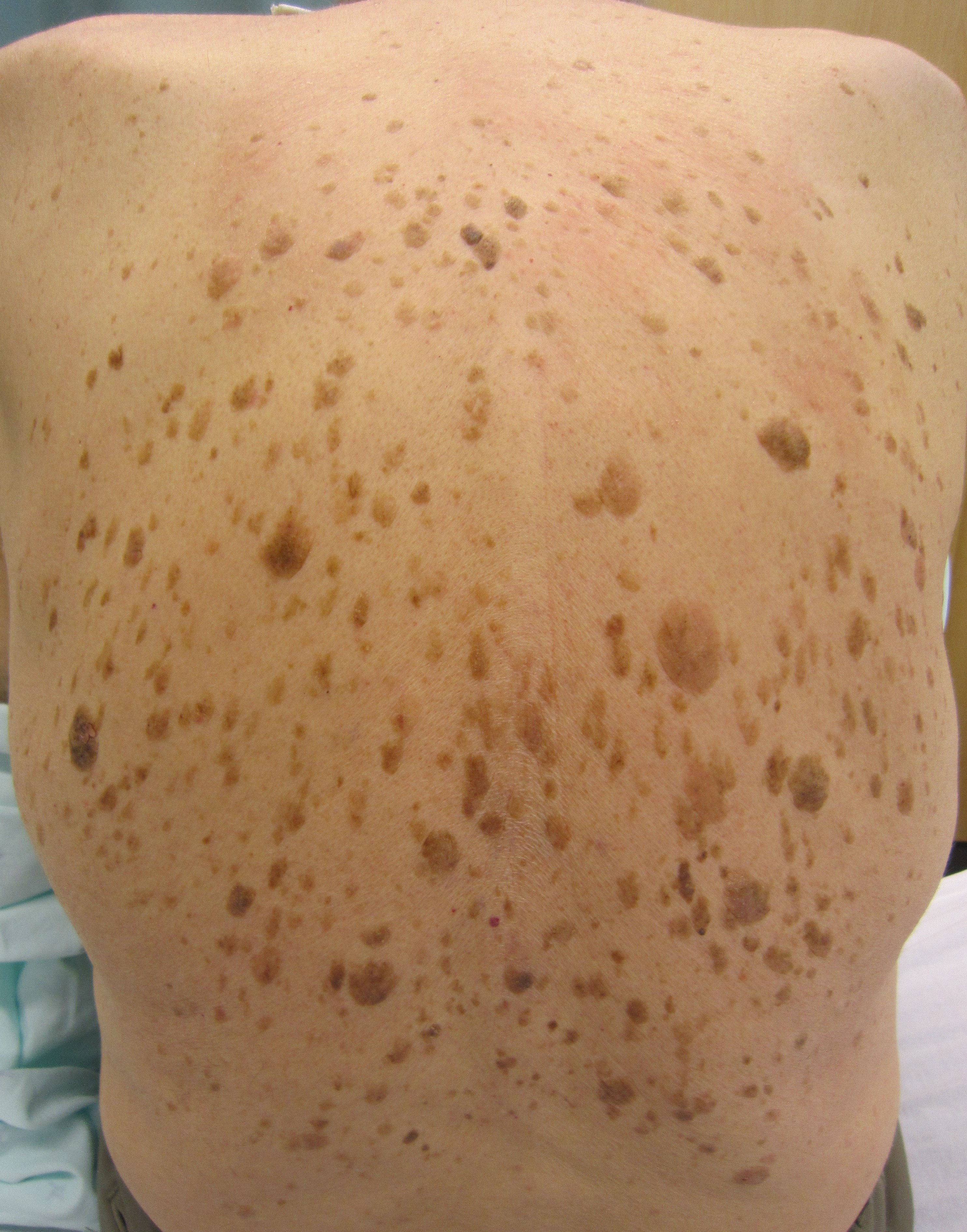
Diversas ceratoses seborreicas em um dorso de um paciente com câncer de cólon

O sinal de Leser-Trélat é um sinal médico que refere-se ao aparecimento súbito de múltiplas ceratoses seborréicas (múltiplas lesões pigmentadas na pele),:638 frequentemente com uma base inflamatória. Isso pode ser um sinal de malignidade interna como parte de uma síndrome paraneoplásica. Além do desenvolvimento de novas lesões, lesões preexistentes frequentemente aumentam de tamanho e se tornam sintomáticas.
O sinal recebe o nome em homenagem a Edmund Leser e Ulysse Trélat.
Embora as neoplasias mais associadas são os adenocarcinomas gastrointestinais (estômago, fígado, cólon e pâncreas), as neoplasias de mama, pulmão, cânceres do trato urinário e malignidades linfóides também estão associadas com esse sinal. É provável que várias citocinas e outros fatores de crescimentos produzidos pela neoplasia sejam responsáveis pelo aparecimento abrupto das ceratoses seborréicas. Em alguns casos, a acantose nigricans paraneoplásica acompanha o sinal de Leser-Trélat. Também, é possível que o sinal apareça após o tratamento da neoplasia.